# Chichihualco
Chichihualco är en kommunhuvudort i Mexiko.   Den ligger i kommunen Leonardo Bravo och delstaten Guerrero, i den södra delen av landet, 200 km söder om huvudstaden Mexico City. Chichihualco ligger 1 148 meter över havet och antalet invånare är 10 391.
Terrängen runt Chichihualco är kuperad norrut, men söderut är den bergig. Runt Chichihualco är det ganska glesbefolkat, med 34 invånare per kvadratkilometer. Närmaste större samhälle är Zumpango del Río, 15,8 km öster om Chichihualco. I omgivningarna runt Chichihualco växer huvudsakligen savannskog.